# Leichtathletik-Europameisterschaften 1990/400 m der Frauen

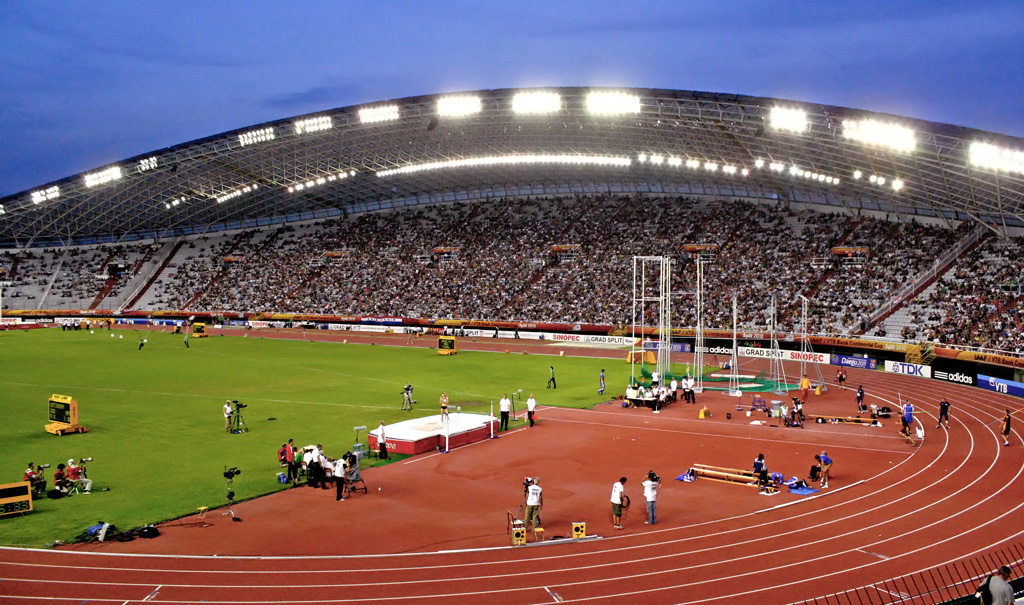
Das Stadion Poljud von Split im Jahr 2010

Der 400-Meter-Lauf der Frauen bei den Leichtathletik-Europameisterschaften 1990 wurde vom 27. bis 29. August 1990 im Stadion Poljud in Split ausgetragen.
Die Läuferinnen aus der DDR kamen in diesem Wettbewerb zu einem Doppelsieg. Europameisterin wurde Grit Breuer. Sie gewann vor Petra Schersing, unter ihrem früheren Namen Petra Müller EM-Dritte von 1986, WM-Zweite von 1987 und Olympiazweite von 1988. Bronze ging an die Französin Marie-José Pérec.

## Bestehende Rekorde
| Weltrekord           | 47,60 s | Marita Koch | Canberra, Australien   | 6. Oktober 1985   |
| Europarekord         | 47,60 s | Marita Koch | Canberra, Australien   | 6. Oktober 1985   |
| Meisterschaftsrekord | 48,16 s | Marita Koch | EM Athen, Griechenland | 8. September 1982 |

Der bestehende EM-Rekord wurde bei diesen Europameisterschaften nicht erreicht. Die schnellste Zeit erzielte Grit Breuer aus der DDR im Finale mit 49,50 s, womit sie 1,34 s über dem Rekord blieb. Zum Welt- und Europarekord fehlten ihr 1,90 s.

## Legende
Kurze Übersicht zur Bedeutung der Symbolik – so üblicherweise auch in sonstigen Veröffentlichungen verwendet:
| NU23R | Nationaler U23-Rekord                    |
| DNF   | Wettkampf nicht beendet (did not finish) |

## Vorrunde
27. August 1990
Die Vorrunde wurde in vier Läufen durchgeführt. Die ersten drei Athletinnen pro Lauf – hellblau unterlegt – sowie die darüber hinaus vier zeitschnellsten Läuferinnen – hellgrün unterlegt – qualifizierten sich für das Halbfinale.

### Vorlauf 1
| Platz | Name             | Nation         | Zeit (s) |
| ----- | ---------------- | -------------- | -------- |
| 1     | Grit Breuer      | DDR            | 52,50    |
| 2     | Marie-José Pérec | Frankreich     | 52,56    |
| 3     | Linda Keough     | Großbritannien | 52,60    |
| 4     | Lisbeth Andersen | Norwegen       | 53,01    |
| 5     | Judit Forgács    | Ungarn         | 53,06    |
| 6     | Linda Kisabaka   | BR Deutschland | 53,09    |
| 7     | Julia Merino     | Spanien        | 53,74    |

### Vorlauf 2
| Platz | Name                 | Nation         | Zeit (s) |
| ----- | -------------------- | -------------- | -------- |
| 1     | Ljudmyla Dschyhalowa | Sowjetunion    | 52,42    |
| 2     | Annett Hesselbarth   | DDR            | 52,72    |
| 3     | Helga Arendt         | BR Deutschland | 53,01    |
| 4     | Lorraine Hanson      | Großbritannien | 53,57    |
| 5     | Erzsébet Szabó       | Ungarn         | 54,08    |
| 6     | Gordana Cotric       | Jugoslawien    | 54,46    |
| 7     | Regula Scalabrin     | Schweiz        | 54,88    |

### Vorlauf 3
| Platz | Name                 | Nation         | Zeit (s) |
| ----- | -------------------- | -------------- | -------- |
| 1     | Marina Schmonina     | Sowjetunion    | 52,18    |
| 2     | Petra Schersing      | DDR            | 52,44    |
| 3     | Martha Grossenbacher | Schweiz        | 52,76    |
| 4     | Viviane Dorsile      | Frankreich     | 52,91    |
| 5     | Angela Piggford      | Großbritannien | 53,00    |
| 6     | Gretha Tromp         | Niederlande    | 55,64    |

### Vorlauf 4
| Platz | Name            | Nation         | Zeit (s) |
| ----- | --------------- | -------------- | -------- |
| 1     | Jelena Rusina   | Sowjetunion    | 51,64    |
| 2     | Karin Janke     | BR Deutschland | 52,83    |
| 3     | Évelyne Élien   | Frankreich     | 52,95    |
| 4     | Sonja Finell    | Großbritannien | 53,47    |
| 5     | Ágnes Kozáry    | Ungarn         | 54,13    |
| 6     | Blanca Lacambra | Spanien        | 54,61    |

## Halbfinale
28. August 1990
In den beiden Halbfinalläufen qualifizierten sich die jeweils ersten vier Athletinnen – hellblau unterlegt – für das Finale.

### Lauf 1
| Platz | Name                 | Nation         | Zeit (s) |
| ----- | -------------------- | -------------- | -------- |
| 1     | Grit Breuer          | DDR            | 50,89    |
| 2     | Petra Schersing      | DDR            | 51,05    |
| 3     | Linda Keough         | Großbritannien | 51,20    |
| 4     | Viviane Dorsile      | Frankreich     | 52,06    |
| 5     | Helga Arendt         | BR Deutschland | 52,16    |
| 6     | Judit Forgács        | Ungarn         | 52,77    |
| 7     | Martha Grossenbacher | Schweiz        | 53,57    |
| DNF   | Jelena Rusina        | Sowjetunion    |          |

### Lauf 2
| Platz | Name                 | Nation         | Zeit (s) |
| ----- | -------------------- | -------------- | -------- |
| 1     | Annett Hesselbarth   | DDR            | 51,43    |
| 2     | Marina Schmonina     | Sowjetunion    | 51,45    |
| 3     | Ljudmyla Dschyhalowa | Sowjetunion    | 51,56    |
| 4     | Marie-José Pérec     | Frankreich     | 51,63    |
| 5     | Karin Janke          | BR Deutschland | 51,65    |
| 6     | Évelyne Élien        | Frankreich     | 53,05    |
| 7     | Lisbeth Andersen     | Norwegen       | 53,26    |
| 8     | Angela Piggford      | Großbritannien | 53,53    |

## Finale

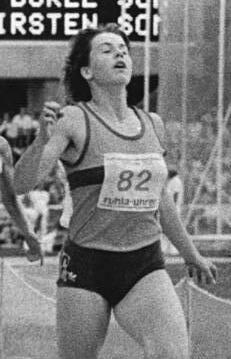
Europameisterin Grit Breuer
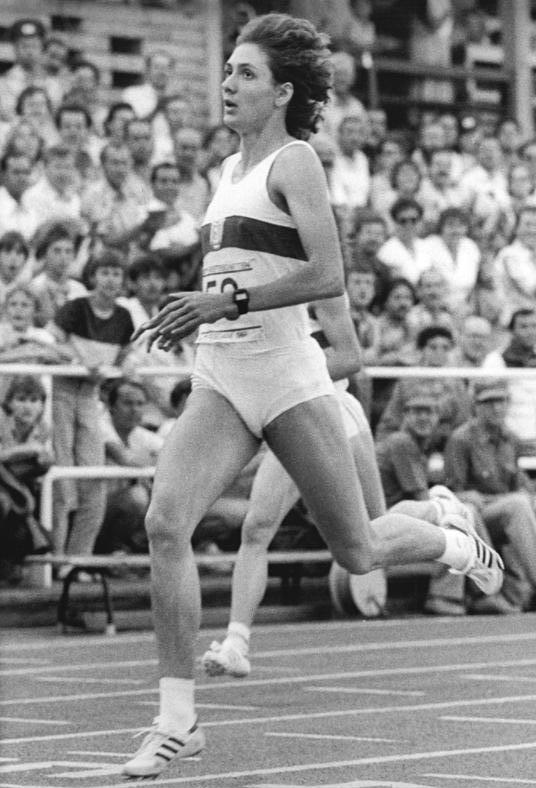
Petra Schersing, als Petra Müller EM-Dritte von 1986, WM-Zweite von 1987 und Olympiazweite von 1988. gewann die Silbermedaille
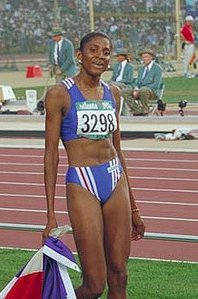
Bronzemedaillengewinnerin Marie-José Pérec – später mehrfache Olympiasiegerin, Welt- und Europameisterin

29. August 1990
| Platz | Name                 | Nation         | Zeit (s)    |
| ----- | -------------------- | -------------- | ----------- |
| 1     | Grit Breuer          | DDR            | 49,50       |
| 2     | Petra Schersing      | DDR            | 50,51       |
| 3     | Marie-José Pérec     | Frankreich     | 50,84 NU23R |
| 4     | Annett Hesselbarth   | DDR            | 51,14       |
| 5     | Linda Keough         | Großbritannien | 51,22       |
| 6     | Ljudmyla Dschyhalowa | Sowjetunion    | 51,31       |
| 7     | Marina Schmonina     | Sowjetunion    | 51,67       |
| 8     | Viviane Dorsile      | Frankreich     | 52,11       |

## Videolink
- 2951 European Track & Field 1990 Split 400m Women, www.youtube.com, abgerufen am 25. Dezember 2022